# ویکرز لیمیتد
ویکرز لیمیتد (انگلیسی: Vickers Limited) یک شرکت مهندسی بزرگ در انگلستان بود که در سال ۱۹۲۷ با شرکت ویکرز-آرمسترانگز ادغام شد.
این شرکت در ابتدا در شفیلد به عنوان یک کارخانه ذوب فلز توسط ادوارد ویکرز و پدرزنش در سال ۱۸۲۸ تأسیس گردید. این شرکت اولین‌بار در سال ۱۸۶۸ وارد ساخت قطعات کشتی‌های جنگی نظیر پیش‌ران شد، و به مرور فعالیت‌هایش را با ورود به حوزه‌های دیگری نظیر خودروسازی (۱۹۰۱) و هواگردسازی (۱۹۱۱) گسترش داد.
برند هواگرد ویکرز از سال ۱۹۱۱ تا سال ۱۹۶۵ تولید می‌شد که در نهایت این برند با نام بریتیش ایرکرفت جایگزین گردید.
این شرکت، سازنده زیردریایی اچ‌ام‌اس بی۱۱ است.